# Улица Сардара Ваисова (Казань)
Улица Сардара Ваисова (тат. Сәрдар Вәисев урамы, Sardar Wäisef uramı) — улица в историческом районе Адмиралтейская слобода Кировского района Казани. Названа в честь одного из лидеров ваисовского движения Гайнана Ваисова (1878-1918).

## География
Пересекается со следующими улицами:
- улица Брюсова

## История
Возникла не позднее 2-й половины XIX века. До революции 1917 года носила название улица Жировка и относилась к 6-й полицейской части. 23 января 1936 года переименована в Проходную улицу. Современное название присвоено Постановлением Главы администрации г. Казани № 2100 от 25 августа 2005 года.
На 1939 год на улице имелось свыше 50 домовладений: №№ 1–43/53 по нечётной стороне и №№ 2/48–66/2, по чётной. В середине 1950-х годов значительная часть домов улицы была перенесена в связи с попаданием в зону затопления Куйбышевского водохранилища.
В первые годы советской власти административно относилась к 6-й части города; после введения в городе административных районов относилась к Заречному (с 1931 года Пролетарскому, с 1935 года Кировскому) району.

## Известные жители
- В доме № 4 проживал имам-хатыб 1-й мечети Адмиралтейской слободы Саидбаттал Кагиров[тат.].[17]